# Donji Kokoti
Donji Kokoti (cyr. Доњи Кокоти) – wieś w Czarnogórze, w gminie Podgorica. W 2011 roku liczyła 1080 mieszkańców.